# Stazione meteorologica di Aosta
La stazione meteorologica di Aosta è la stazione meteorologica di riferimento per la città di Aosta. È possibile vedere i dati registrati con cadenza oraria relativi a questa stazione e alle altre presenti sul territorio regionale presso la pagina riferita ai dati meteo della Valle d'Aosta.

## Coordinate geografiche
La stazione meteorologica è situata nell'Italia nord-occidentale, in Valle d'Aosta, a Aosta, in piazza Plouves, a 583 metri s.l.m. e alle coordinate geografiche 45°44′N 7°18′E.

## Dati climatologici
Secondo i dati medi del trentennio 1961-1990, la temperatura media del mese più freddo, gennaio, si attesta a 0,6 °C, mentre quella del mese più caldo, luglio, è di 21,3 °C.
| Aosta              | Mesi | Mesi | Mesi | Mesi | Mesi | Mesi | Mesi | Mesi | Mesi | Mesi | Mesi | Mesi | Stagioni | Stagioni | Stagioni | Stagioni | Anno |
| Aosta              | Gen  | Feb  | Mar  | Apr  | Mag  | Giu  | Lug  | Ago  | Set  | Ott  | Nov  | Dic  | Inv      | Pri      | Est      | Aut      | Anno |
| ------------------ | ---- | ---- | ---- | ---- | ---- | ---- | ---- | ---- | ---- | ---- | ---- | ---- | -------- | -------- | -------- | -------- | ---- |
| T. max. media (°C) | 4,5  | 7,0  | 11,5 | 15,4 | 20,9 | 24,1 | 26,7 | 24,7 | 20,8 | 14,5 | 8,4  | 5,5  | 5,7      | 15,9     | 25,2     | 14,6     | 15,3 |
| T. min. media (°C) | −3,2 | −0,8 | 2,8  | 6,5  | 10,5 | 13,6 | 15,8 | 14,3 | 12,0 | 6,8  | 1,8  | −1,4 | −1,8     | 6,6      | 14,6     | 6,9      | 6,6  |

## Temperature estreme mensili dal 1984 ad oggi
Nella tabella sottostante sono riportati i valori delle temperature estreme mensili dal 1984 ad oggi, con il relativo anno in cui sono state registrate. Nel periodo esaminato, la temperatura minima assoluta ha toccato -18,9 °C il 18 dicembre 2010, mentre la massima assoluta ha raggiunto i +40,4 °C il 27 giugno 2019. Nell'archivio tuttavia mancano i dati di alcuni periodi di tempo.
| Aosta Pollein (1984-2024) | Mesi              | Mesi             | Mesi             | Mesi             | Mesi             | Mesi             | Mesi             | Mesi             | Mesi             | Mesi              | Mesi               | Mesi               | Stagioni | Stagioni | Stagioni | Stagioni | Anno  |
| Aosta Pollein (1984-2024) | Gen               | Feb              | Mar              | Apr              | Mag              | Giu              | Lug              | Ago              | Set              | Ott               | Nov                | Dic                | Inv      | Pri      | Est      | Aut      | Anno  |
| ------------------------- | ----------------- | ---------------- | ---------------- | ---------------- | ---------------- | ---------------- | ---------------- | ---------------- | ---------------- | ----------------- | ------------------ | ------------------ | -------- | -------- | -------- | -------- | ----- |
| T. max. assoluta (°C)     | 23,0 (24/1/2024)  | 26,0 (24/2/2020) | 26,3 (27/3/1989) | 29,5 (9/4/2011)  | 34,0 (21/5/2022) | 40,4 (27/6/2019) | 38,0 (19/7/2023) | 38,0 (23/8/2023) | 33,4 (5/9/2006)  | 32,0 (9/10/2023)  | 23,0 (15/11/2015)  | 21,7 (11/12/1994)  | 26,0     | 34,0     | 40,4     | 33,4     | 40,4  |
| T. min. assoluta (°C)     | −17,6 (16/1/2006) | −16,5 (1/2/2010) | −8,7 (13/3/2006) | −4,6 (20/4/2017) | −0,7 (7/5/2019)  | 2,6 (1/6/2011)   | 6,1 (12/7/2007)  | 3,6 (31/8/2006)  | −0,5 (29/9/2010) | −6,3 (21/10/2007) | −14,1 (27/11/2008) | −18,9 (18/12/2010) | −18,9    | −8,7     | 2,6      | −14,1    | −18,9 |

## Le nevicate
Ogni anno Aosta presenta accumuli nevosi superiori ai 10 cm (la media della nevosità si attesta a 92,4 cm all'aeroporto di Saint-Christophe), ma in alcuni casi, la città è soggetta a nevicate con ingenti accumuli anche nell'arco di sole poche ore. Un esempio su tutti è il 9 dicembre 1990, quando all'aeroporto di Saint-Christophe lo spessore in 24 ore di precipitazione nevosa, è arrivato a 100 cm (anche se secondo i giornali dell'epoca Aosta città raggiunse 110 cm), un dato record da quando vengono effettuate le misurazioni (1891). Inoltre è da rimarcare il fatto che Aosta è l'unica città italiana ad aver assistito ad una nevicata (anche se mista a pioggia) in un mese estivo (dal 1850), infatti il 1º giugno 2011 la neve scese fino a circa 400-500 metri di quota (mista) nella conca aostana, mentre lo stesso giorno accumulò localmente dagli 800-900 metri (30 cm di neve a Cogne). Questa è senza dubbio la nevicata più tardiva della città da quando esistono le rilevazioni.Invece la nevicata con accumulo più tardiva è datata 5 maggio 1945 con 5 cm di neve.La nevicata più precoce è datata 27 ottobre 1979 con un accumulo di ben 7 cm.